# 大人の超合金
大人の超合金（おとなのちょうごうきん）とはバンダイから発売されている玩具。同社が展開している超合金のシリーズのひとつである。実在する造形物をリアルに再現している。

## 概要
1983年にバンダイグループに吸収された玩具メーカーのポピーが展開していたキャラクター玩具であるポピニカの大人版を作るというコンセプトで企画された。
2009年10月にシリーズ第一弾となる「アポロ11号&サターンV型ロケット」を発表。2010年3月に発売された。以降、おおむね40代後半以上の男性をターゲットに商品を展開している。

## 製品
- アポロ11号&サターンV型ロケット（2010年3月27日発売）
- 宗谷（2010年12月3日発売）
- はやぶさ（2011年6月24日発売）
- 新幹線0系電車（2012年2月24日発売）
- エンデバー（2013年1月25日発売）
- アポロ13号&サターンV型ロケット（2013年7月26日発売）